# Noite dos discos voadores
A Noite dos Discos Voadores, por vezes referenciada como Noite Oficial dos Óvnis, refere-se à noite do dia 19 de maio de 1986, quando foram registrados diversos objetos voadores não identificados no espaço aéreo do Brasil. Os registros ocorreram nos estados de São Paulo, Goiás, Rio de Janeiro e Paraná e, uma vez que tais objetos não foram identificados, o episódio se tornou um marco na ufologia brasileira.

## Histórico
O fato ocorreu na noite de 18 de maio de 1986, prolongando-se até a madrugada do dia 19. Cerca de vinte óvnis foram detectados pelos radares do Centro Integrado de Defesa Aérea e Controle de Tráfego Aéreo (Cindacta I), com sede em Brasília.
Os primeiros relatos de avistamentos tiveram início às 18h30, notabilizando-se as observações do 2S QSS BCT Sérgio Mota da Silva (1957), operador na Torre de Controle do Aeroporto de São José dos Campos (TWR-SJ), em São Paulo. Ele comunicou à patrulha observar um luzeiro sobre o setor noroeste do aeródromo:
“Tem alguma coisa aqui no setor noroeste de São José. Um farolzinho, pô, mas... eu tô olhando bem, o bicho tá parado: nem sobe nem desce, não vai pra esquerda nem pra direita, tá paradinho lá. Não, tô olhando, não é estrela não. É um farol. Não dá... não dá pra distinguir nada, é só um foquinho de luz. Esquisitinho. Tá alto. Agora sumiu na bruma.”
O surgimento de novos óvnis, e dinâmicos, levou o chefe do Centro de Operações de Defesa Aérea (CODA), Maj Av Ney Antunes Cerqueira (1949-2014), a ordenar duas operações de interceptação por caças F-5E Tiger II e Dassault Mirage III, uma partindo da Base Aérea de Santa Cruz (BASC), no Rio de Janeiro, e outra da Base Aérea de Anápolis (BAAN), em Goiás. Ao todo, cinco caças foram enviados: dois F-5E da BASC e três Mirage F-103 da BAAN.

### Tentativas de interceptação

#### O voo de Kleber Caldas Marinho sobre o mar
O primeiro caça, um F5-E, prefixo FAB 4848, decolou da BASC às 22h34, pilotado pelo 1º Ten Av Kleber Caldas Marinho (1960). Nas comunicações por rádio, a aeronave era referida pelo codinome Jambock 17 (JB17). O piloto decolou com o radar desligado e as luzes de navegação apagadas, sendo orientado a manter-se assim. À velocidade constante de Mach 0.7 (864,36 km/h), ele foi guiado por um controlador de voo do COpM 1 até São José dos Campos, onde havia ecorradares. Em menos de dez minutos, Marinho fez contato visual com um óvni cintilante e, na maior parte do tempo, branco, mas que por vezes mudava de cor para vermelho e verde. O militar acendeu as luzes de navegação do avião e aumentou a velocidade para Mach 0.95 (1.173,06 km/h). Contudo, a menor distância que conseguiu ficar do objeto foi de 10 milhas náuticas (18,52 km), e isso apenas por breves momentos. Aos trinta minutos de perseguição, avançando sobre o Oceano Atlântico cada vez mais, Marinho comunicou à Defesa Aérea as percepções que tinha do alvo: “Eu estou informando que, aparentemente, não deve ser uma aeronave, oquei? Ou um avião, devido à performance dele no que diz respeito à velocidade, oquei, e também pelo local que ele está voando, oquei?” Logo depois, o alvo distanciou-se rapidamente, ficou fora do alcance do radar de bordo do F-5, limitado a 20 milhas (37,04 km), e escapou em direção à África.

#### Armindo Sousa Viriato de Freitas e os óvnis hipersônicos
O segundo caça, um Mirage F-103 com o prefixo FAB 4913 e codinome Jaguar 116 (JG 116), decolou da BAAN às 22h48, pilotado pelo capitão-aviador Armindo Sousa Viriato de Freitas (1956). Após as devidas transferências de controle, a aeronave foi vetorada para um ponto detectado pelo radar do APP-AN, que transmitia as informações ao COpM 1 e este as retransmitia ao piloto. Esse procedimento foi adotado em virtude de não estar sendo visualizado nenhum ecorradar nos equipamentos do COpM 1. O piloto, após voar sete minutos a velocidade subsônica, foi informado da detecção de um plote 13 milhas náuticas (24,07 km) à frente. O radar do avião também acusou o alvo. Viriato de Freitas apagou as luzes de navegação e tentou a aproximação, conseguindo ficar, aos dezoito minutos de voo, a apenas 1 milha náutica (1,85 km) do alvo, quando o ponto inexplicavelmente desapareceu da tela do radar de bordo. Orientado, Freitas realizou uma varredura de 360° na região, e um novo plote apareceu no radar a 12,5 milhas (23,15 km) de distância. Acelerando para Mach 0.9 (1.111,32 km/h), o aviador conseguiu reduzir o distanciamento para 10 milhas (18,52 km); por instantes, a separação entre o caça e o óvni voltou a aumentar, mas logo diminuiu para 5 milhas náuticas (9,26 km), quando o objeto acelerou bruscamente e ampliou, em segundos, a lonjura para 21 milhas náuticas (38,89 km), ficando, dessa forma, fora do alcance do radar do interceptador. O capitão ainda repetiu o feito de ficar a apenas 1 milha náutica (1,85 km) de outro óvni, após acelerar e atingir a velocidade supersônica de Mach 1.05 (1.296,54 km/h), mas o objeto também acelerou e rapidamente desapareceu. Apesar da proximidade obtida, o caçador nada viu a olho nu. Perto do fim do voo, frustrado, Freitas perguntou ao controlador se os outros caçadores estavam tendo os mesmos contatos, nas mesmas circunstâncias, o que foi confirmado pelo interlocutor: “Afirmativo. As mesmas condições: tem um contato, chega próximo do contato e o mesmo aumenta a distância.”

#### Márcio Brisolla Jordão e a interferência no radar
O terceiro caça, um F5-E com prefixo FAB 4849 e codinome Jambock 07 (JB 07), decolou da BASC às 22h50, pilotado pelo capitão-aviador Márcio Brisolla Jordão (1957). Nas comunicações por rádio, o controlador de voo identificou-se como Lince 45 e enviou Brisolla Jordão para investigar uma série de plotes registrados no radar. Com menos de dez minutos de vetoração, surgiram numerosos tráfegos imóveis à cauda da aeronave, à qual foi comandada uma curva de 180º pela direita, não sendo obtido, porém, nenhum contato visual ou do radar de bordo.
As buscas foram feitas inicialmente em Santa Cruz e depois em São José dos Campos, sem que nada de anormal fosse observado pelo piloto, apesar da noite clara, sem nuvens e com uma lua cheia. As detecções eram intermitentes e simplesmente desapareciam com a aproximação do caça ao local indicado. Após meia hora de voo, o capitão notou uma luz vermelha ao longe, a menor altitude e próxima a São José dos Campos. O controlador confirmou detecção. Jordão tentou chegar perto, mas o plote sumiu do radar de solo e a luz apagou momentos depois. Quase imediatamente, ele viu duas outras luzes, uma fixa e outra piscando, de cor branca, mas concluiu serem os luzeiros provenientes de uma estação no solo provida de alguma antena alta equipada com duas lâmpadas anticolisão.
No sul de São José dos Campos, o aviador adentrou uma zona mais sujeita a detecções de plotes, e o radar de bordo passou a apresentar uma série de riscos no escope, conforme informou ao controlador: “Na tela do radar, aparecem uns riscos tarjados assim, meio em diagonal. Não é normal, assim.” O problema persistiu até o avião sair da zona mencionada.
Pouco depois, conforme consignou em parte lavrada em Santa Cruz no dia 28 de maio de 1986, Jordão avistou uma luz vermelha na linha do horizonte, no sentido do mar. Comunicou à Defesa Aérea e o controlador confirmou o contato, instruindo-o a tentar a interceptação, o que foi feito sem sucesso. Por estar com o combustível começando a escassear, Jordão retornou para Santa Cruz, pousando à 0h05 de 20 de maio. Ao todo, a aventura durou 75 minutos, das 22h50 à 0h05.

#### Rodolfo da Silva Souza e o óvni inteligente
O quarto caça, um Mirage F-103 com codinome Jaguar 98, decolou da BAAN às 23h17, pilotado pelo capitão-aviador Rodolfo da Silva Souza (1954). Souza foi guiado por um controlador do COpM 1 até as posições estimadas do alvo e por diversas vezes chegou perto ou mesmo passou pelo plote indicado pelo radar do APP-AN. Curiosamente, o contato duplo, do caça e do óvni, era observado apenas pelo APP-AN, jamais pelo COpM 1. Após algumas tentativas frustradas de interceptação, sem nunca obter contato visual ou pelo radar de bordo, o aviador comentou com o controlador: “Eh... com certeza, se for um alvo real, ele não tá iluminado, ok? Tá... tá escuro, porque... eu tô praticamente visual com o solo.” O óvni demonstrava manobrar de maneira inteligente, evitando o caça. Em certo momento, o controlador percebeu o padrão de fuga adotado e informou ao caçador: “Oquei, garoto, o plote está sempre às suas 6 horas, ok? Quando você faz curva, ele tá sempre fazendo curva à sua frente, ele vem pra cima de você, passa na sua vertical em cima ou em baixo – nós não temos condições de detectar a altitude – e fica na sua cauda o tempo todo. Quando você faz curva, ele some da posição e aparece sempre na sua frente.”
Ciente disso, Souza apagou as luzes de navegação do avião; mesmo assim, uma nova tentativa de interceptação não foi exitosa. O caçador recebeu instruções para o regresso. Após o pouso, ocorrido à 0h07, Rodolfo da Silva Souza perguntou aos mecânicos de pista se haviam visto ou ouvido qualquer coisa diferente de um F-103 sobrevoando a base de Anápolis ou as imediações. A resposta foi negativa. Da decolagem à aterrissagem, o voo durou 50 minutos, das 23h17 de 19 de maio até a 0h07 de 20 de maio.

#### As tentativas de Júlio Cézar Rozenberg
O quinto e último caça, um Mirage F-103 decolou da BAAN às 23h36, pilotado pelo capitão-aviador Júlio Cézar Rozenberg (1954).
Por três vezes, Rozenberg foi deslocado para interceptar um alvo que estava evoluindo nas proximidades da BAAN. Chegou a ficar à distância de 1 milha náutica (1,85 km) do óvni, sem nunca obter contato radar ou visual. O voo durou ao todo 54 minutos, das 23h36 de 19 de maio de 1986 à 0h30 do dia seguinte.

### Coletiva de imprensa
No dia 23 de maio de 1986, o então Ministro da Aeronáutica, o Ten Brig Ar Octávio Júlio Moreira Lima, deu uma entrevista coletiva à imprensa, juntamente com os pilotos dos caças, confirmando os acontecimentos, por isso os eventos daquela noite ficaram conhecidos como "Noite Oficial dos Óvnis".

### Liberação de documentos
Em 25 de setembro de 2009, foi divulgado o relatório oficial da Força Aérea Brasileira sobre o caso, que diz: "Como conclusão dos fatos constantes observados, em quase todas as apresentações, este Comando é de parecer que os fenômenos são sólidos e refletem de certa forma inteligência, pela capacidade de acompanhar e manter distância dos observadores, como também voar em formação, não forçosamente tripulados."
Em outubro de 2015, o Arquivo Nacional disponibilizou gratuitamente 16 áudios da chamada 3ª remessa do "Fundo Óvnis" (denominação para o acervo de documentos relativos à ovniologia disponibilizados através da Lei de Acesso à Informação), entre as quais constam oito gravações das conversas entre pilotos e controladores aéreos, assim como o sistema de defesa brasileiro, na noite de 19 de maio de 1986. Nos áudios fica claro que dezenas de objetos foram captados por radar, várias vezes foram observados e perseguidos pelos pilotos, demonstrando comportamentos inusitados durante todo o episódio.